# Marjeta na Dravskem Polju
Marjeta na Dravskem Polju is een plaats in Slovenië en maakt deel uit van de gemeente Starše in de NUTS-3-regio Podravska.